# George Russell (4e baronnet)
Pour les articles homonymes, voir George Russell et Russell.
George Russell (Château de Swallowfield Park, 23 août 1828 – 7 mars 1898), 4e baronnet Russell de Swallowfield (Berkshire), est un député britannique de la Chambre des communes. 

## Biographie
Il est le fils d'Henry Russell, résident britannique de l'État princier autonome de Hyderabad. 
Il fait des études au Collège d'Eton et à Exeter College, à Oxford. 
Avocat en 1850, il est appelé au barreau en 1853 et nommé Recorder de Wokingham en 1862. Il est également juge à la Cour du comté de Wokingham de 1874 à 1880 avant d'être député de Wokingham de 1885 à sa mort,.

## Famille
En 1867, il épouse Constance Lennox (1832-1925), la fille d'Arthur Lennox et Adélaïde Constance Campbell. Ils vivent à Swallowfield Park (en), dans le Berkshire. Ils ont trois enfants :
- Marie Clothilde Russell (morte en 1953), épouse de Arthur Ernest Guinness, second fils de Edward Guinness, et mère de Maureen Constance Guinness
- George Arthur Charles Russell, 5e baronnet (1868–1944),
- Arthur Edward Ian Montagu Russell, 6e baronnet (1878–1964).